# Kenneth A. Minihan

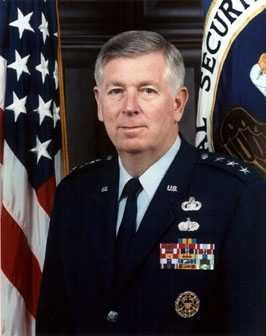
Kenneth A. Minihan

Kenneth A. Minihan (* 31. Dezember 1943 in Pampa, Texas) ist ein ehemaliger US-amerikanischer Luftwaffenoffizier. Er war von 1996 bis 1999 Direktor der National Security Agency (NSA).

## Werdegang
Minnihan erlangte in Politikwissenschaften an der Florida State University 1969 einen Bachelor und diente danach bis 1999 bei der US Air Force (USAF). Während seiner Tätigkeit bei der USAF war er Leiter des Nachrichtendienstes der Luftwaffe und für kurze Zeit (ab Juli 1995) der DIA (Defense Intelligence Agency). 1996 wurde er Direktor der NSA. Er bezeichnete dieses Amt später als das schwerste, das er je innehatte.

## Arbeit bei der NSA
Als Minihan die NSA übernahm, soll er viel Pessimismus unter den Mitarbeitern erlebt haben, ausgelöst durch kontinuierlichen Personalabbau in den letzten zehn Jahren. Aber auch im persönlichen Kontakt geriet Minihan in den ersten Wochen seiner Amtszeit mit dem DDIR, dem stellvertretenden Direktor (William P. Crowell) und anderen niedriger gestellten Direktoren in Konflikt. Letztere trugen jedoch auch Streitigkeiten untereinander aus. Im September 1997 verließ Crowell die NSA. Minihan, der so wie 20 Jahre zuvor Bobby Ray Inman Wert auf erweiterte Befugnisse des Direktors legte, stellte wie Inman mit Barbara A. McNamara eine Frau als stellvertretende Direktorin der Behörde ein.

### Y2K
Als die letzten Jahre des 20. Jahrhunderts vergingen, sorgte sich Minihan bereits vor der drohenden Computergefahr des Y2K. Dies sei eine der größten technologischen und verwaltungsmäßigen Herausforderungen der sich die Mitarbeiter der NSA je gestellt haben.

### Talk NSA
In der 45. Ausgabe der TV-Sendung Talk NSA vom 25. Mai 1998 trat Minihan auf, um Fragen von Zuschauern zu beantworten. Minihan war es auch, der als erster Direktor für die NSA-Beschäftigten auf der ganzen Welt ein elektronisches Treffen veranstaltete, wozu man einen Chatroom der NSA benutzte. Mehr als 6000 Teilnehmer konnten kurze Fragen stellen.

### Probleme
Mit einem aggressiven Management-Stil versuchte Minihan, die kulturellen Barrieren zwischen Militär- und Zivilangestellten sowie die Mauern zwischen Fernmeldeaufklärung und Informationssicherheit zu beseitigen. Zur Überwindung der Bürokratie stellte er ein Team Skunk Works, benannt nach der Lockheed-Martin-Gruppe, zusammen, welches für Minihan „immer, überall, rechtzeitig und gleich beim ersten Mal“ handelte. Minihans rigider Stil führte zu sinkender Motivation in der Belegschaft, da negative Kritik schnell geahndet wurde.
Im Kongress reagierte man verärgert auf Minihans finanzielle Forderungen. 1998 drohte der Parlamentsausschuss für die Nachrichtendienste sogar damit, Gelder zurückzuhalten, wenn die Behörde nicht tiefgreifende Änderungen in ihrer Kultur und Arbeitsweise vornehme. Pikanterweise war Minihans Buchhaltungssystem ein einziges Durcheinander.
Zu Minihans Problemen gesellte sich noch die Entdeckung, dass eine Dienststelle der NSA ein erstklassiges Computer-System kaufte und hinterher feststellte, dass es mit den anderen Systemen der Behörde nicht kompatibel war. Es wurde neues Gerät im Wert von mehreren Millionen Dollar angeschafft, das die gleichen Funktionen – möglicherweise schlechter – erfüllte als anderes, das die NSA bereits besaß.
Der Parlamentsausschuss für die Nachrichtendienste verfuhr wenig gnädig mit Minihan, vor allem wurde seine Nachlässigkeit im Management bemängelt. Minihans Abschied stand bevor und am 15. März 1999 verließ er zum letzten Mal sein Büro in Fort George G. Meade.

## Nach der Pensionierung
Nach seiner Pensionierung im Jahre 1999 wurde Minihan Präsident der SASA (Security Affairs Support Association). Die SASA ist eine kaum bekannte Organisation, die als Brücke zwischen Nachrichtendiensten und Industrie dient. Im Jahr 2019 wurde er in die Hall of Honor („Ehrenhalle“) der NSA aufgenommen.

## Auszeichnungen
Auswahl der Dekorationen, sortiert in Anlehnung der Order of Precedence of Military Awards:
- Defense Distinguished Service Medal
- Legion of Merit (3 ×)
- Bronze Star
- Defense Meritorious Service Medal
- Meritorious Service Medal (4 ×)
- National Defense Service Medal
- Vietnam Service Medal (5 ×)